# Colin Kaepernick

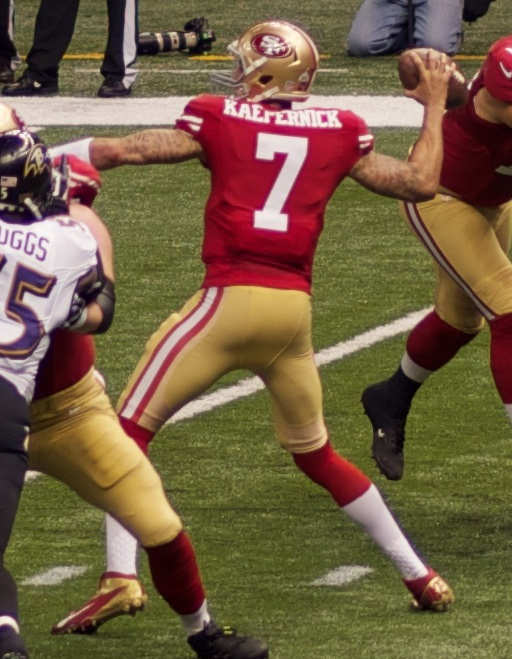

Colin Rand Kaepernick, conegut simplement com a Colin Kaepernick   (Milwaukee, 3 de novembre de 1987), és un jugador professional de futbol americà que juga en la posició de quarterback, un agent lliure de la National Football League (NFL) i un activista pels drets humans i contra la segregació racial.

## Biografia
Kaepernick és fill de Heidi Russo, que tenia 19 anys quan el va parir. El seu pare biològic, afroamericà, va desaparèixer abans que ell naixés. Russo va donar al seu fill en adopció a Rick i Teresa Kaepernick, una parella blanca que tenia dos fills (Kyle i Devon), i volia tenir un nen després d'haver-ne perdut dos més a causa d'una cardiopatia congènita. Kaepernick es va convertir en el més petit dels tres germans. Va viure a Fond du Lac, Wisconsin, fins als quatre anys, i va anar a l'institut a Turlock, Califòrnia.

## Carrera

### San Francisco 49ers
El 29 d'abril de 2011, els San Francisco 49ers van negociar amb els Denver Broncos la tretzena posició en la segona ronda (45a elecció) per a seleccionar a Kaepernick com la quarta selecció de la segona ronda (36a elecció) en el draft de 2011. Els Broncos van rebre les seleccions 45, 108 i 141, a canvi de la selecció global número 36.

### Super Bowl
Amb els 49ers, Kaepernick ha aconseguit 2 títols de divisió, 1 campionat de la NFC i ha disputat la Super Bowl XLVII, on van perdre davant dels Baltimore Ravens per 34-31, i en la qual va aconseguir un touchdown de carrera de 15 iardes.

## Rècords NFL
- Touchdown de carrera més llarga aconseguit per un quarterback en una Super Bowl: 15 iardes (Super Bowl XLVII vs. Baltimore Ravens)[9]
- Major nombre de iardes de carrera aconseguides per un quarterback en un partit: 181 iardes (Playoffs vs. Green Bay Packers)[10][11]

## Vida personal
Kaepernick és cristià. Va ser batejat pel ritus metodista, amb la confirmació luterana, i va assistir a una església baptista durant els seus anys universitaris. Des de juliol de 2015 surt amb la presentadora Nessa, fent-se oficial la relació el febrer de 2016. Segueix una dieta vegana des de finals de 2015.
L'any 2016, es va fer cèlebre per haver-se agenollat durant la interpretació de l'himne estatunidenc en un partit oficial de la lliga, en protesta per la violència contra la població negra. Poc abans, s'havia començat a implicar en Know Your Rights Camp, una campanya dirigida al jovent amb el propòsit d'augmentar la consciència sobre l'educació superior, l'alfabetització financera i com interactuar amb l'aplicació de la llei. La llista de drets és una adaptació del Programa de 10 punts del Partit de les Panteres Negres.